# Richard Glyn (1er baronnet, 1755-1838)
Richard Carr Glyn, 1er baronnet (2 février 1755 - 27 avril 1838) est un banquier et homme politique britannique.

## Biographie
Il est le fils de Richard Glyn (1er baronnet), de sa deuxième épouse Elizabeth Carr. Il fait ses études à la Westminster School et, à la mort de son père en 1773, devient associé de la banque de son père, "Vere, Glyn and Hallifax", renommée "Hallifax, Mills, Glyn et Mitton". 
Il est élu échevin de Bishopsgate de 1790 à 1829 et de Bridge without de 1829 à 1835, date à laquelle il démissionne. Il est shérif de la Cité de Londres en 1790 et est fait chevalier la même année. En 1798, il est élu maire de Londres, poste précédemment occupé par son père, et fait baronnet (de Gaunt's House dans le comté de Dorset) l'année suivante . 
Il représente St Ives au Parlement de 1796 à 1802. 
Il épouse Mary, fille de John Plumtre, en 1785. Ils ont plusieurs enfants. Il meurt en avril 1838, à l'âge de 83 ans. Son fils aîné, Richard, lui succède comme baronnet. Le quatrième fils de Glyn, George Glyn (1er baron Wolverton), devient un banquier éminent et est élevé à la pairie en tant que baron Wolverton en 1869. 